# The Light User Syndrome
The Light User Syndrome  è un album in studio del gruppo musicale post-punk inglese The Fall, pubblicato nel 1996.

## Tracce
1. D.I.Y Meat — 2:37
2. Das Vulture Ans Ein Nutter-Wain — 3:00
3. He Pep! — 3:07
4. Hostile — 3:59
5. Stay Away (Ol' White Train) — 2:49
6. Spinetrak — 3:08
7. Interlude/Chilinism — 7:05
8. Powder Keg — 3:16
9. Oleano — 3:08
10. Cheetham Hill — 3:31
11. The Coliseum — 8:08
12. Last Chance To Turn Around — 3:21
13. The Ballard Of J. Drummer  — 4:02
14. Oxymoron — 4:02
15. Secession Man — 4:49

## Formazione
- Mark E. Smith - voce, tapes, tastiere
- Brix Smith - chitarra, voce
- Steve Hanley - basso
- Simon Wolstencroft - batteria, programmazioni
- Julia Nagle - tastiere, chitarra, programmazioni
- Karl Burns - chitarra, batteria, voce, cori
- Lucy Rimmer - cori
- Mike Bennett - cori